# Szlovén tolár
A tolár Szlovénia hivatalos pénzneme volt 1991. október 8-ától, amikor felváltotta a jugoszláv dinárt, 2006. december 31-éig, amikor bevezették helyette az eurót. ISO-kódja: SIT. Váltópénze a stotin. 1 tolár 100 stotin, de csak az 50 stotinos érme volt forgalomban. A szlovén más szláv nyelvekhez hasonlóan nem csak egyes és többes, hanem kettes számot is ismer, így a tolár ragozása a következőképpen alakul: 1 tolar, 2 tolarja, 3-4 tolarji, 5-től tolarjev. A tolár kifejezés a német Thalerből (magyarul tallér) ered, ami pedig a csehországi Joachimsthal (ma Jáchymov) bányaváros nevéből származik, ahol 1518-ban először vertek ezüsttallérokat. A tolárt Szlovénia központi Banka Slovenije bocsátotta ki. Megszűnése éveiben körülbelül a magyar forinttal volt egyenértékű. A tolár 2007. január 14-éig még használható volt fizetésre, ez után 2007. február 28-áig bankokban át lehetett váltani euróra. 2007. március 1. óta a pénz többé nem használható.

## Története
A pénz külső megjelenése, figyelembe véve a mennyiségét, eloszlását és tartós jelenlétét, Szlovénia egyik leglátványosabb önkifejezése volt.
Szlovénia új pénznemét 1991 októberében vezették be. 1995 szeptemberétől kezdve átváltható volt a Nemzetközi Valutaalap által elfogadott többi valutával. Mivel erős alapokon hozták létre, így viszonylag stabil pénzzé vált.

## Érmék
Ellentétben a bankjegyeken található történelmi és kulturális történetekkel, az érméket természeti motívumok díszítik. Az állatok bemutatják a világ ezen részének ökoszisztémáját.
| Kép                                            | Névérték  | Műszaki paraméterek | Műszaki paraméterek | Műszaki paraméterek | Műszaki paraméterek | Leírás                  | Leírás                                          | Leírás                                          | Dátumok    | Dátumok           | Dátumok          | Dátumok         |
| Kép                                            | Névérték  | Átmérő (mm)         | Vastagság (mm)      | Tömeg (g)           | Összetétel          | Perem                   | Előlap                                          | Hátlap                                          | Első veret | Kibocsátás        | Visszavonás      | Elévülés        |
| ---------------------------------------------- | --------- | ------------------- | ------------------- | ------------------- | ------------------- | ----------------------- | ----------------------------------------------- | ----------------------------------------------- | ---------- | ----------------- | ---------------- | --------------- |
|                                                | 10 stotin | 16                  | 1,3                 | 0,55                | 98% Al 2% Mg        | sima                    | REPUBLIKA SLOVENIJA, értékjelzés, verési évszám | PROTEUS ANGUINUS, barlangi vakgőte, értékjelzés | 1993.      | 1993. április 29. | 2007. január 15. | 2017. január 1. |
|                                                | 20 stotin | 18                  | 1,3                 | 0,70                | 98% Al 2% Mg        | sima                    | REPUBLIKA SLOVENIJA, értékjelzés, verési évszám | ASIO OTUS, erdei fülesbagoly, értékjelzés       | 1993.      | 1993. április 29. | 2007. január 15. | 2017. január 1. |
|                                                | 50 stotin | 20                  | 1,3                 | 0,85                | 98% Al 2% Mg        | sima                    | REPUBLIKA SLOVENIJA, értékjelzés, verési évszám | APIS MELLIFERA, házi méh, értékjelzés           | 1993.      | 1993. január 4.   | 2007. január 15. | 2017. január 1. |
|                                                | 1 tolár   | 22                  | 1,7                 | 4,5                 | 78% Cu 20% Zn 2% Ni | recés                   | REPUBLIKA SLOVENIJA, értékjelzés, verési évszám | SALMO TRUTTA FARIO, pisztráng, értékjelzés      | 1993.      | 1993. január 4.   | 2007. január 15. | 2017. január 1. |
|                                                | 2 tolár   | 24                  | 1,7                 | 5,4                 | 78% Cu 20% Zn 2% Ni | recés                   | REPUBLIKA SLOVENIJA, értékjelzés, verési évszám | HIRUNDO RUSTICA, füsti fecske, értékjelzés      | 1993.      | 1993. január 4.   | 2007. január 15. | 2017. január 1. |
|                                                | 5 tolár   | 26                  | 1,7                 | 6,4                 | 78% Cu 20% Zn 2% Ni | recés                   | REPUBLIKA SLOVENIJA, értékjelzés, verési évszám | CAPRA IBEX, kőszáli kecske, értékjelzés         | 1993.      | 1993. január 4.   | 2007. január 15. | 2017. január 1. |
|                                                | 10 tolár  | 22                  | 2,00                | 5,75                | 75% Cu 25% Ni       | recés                   | REPUBLIKA SLOVENIJA, értékjelzés, verési évszám | EQUUS, ló, értékjelzés                          | 2000.      | 2000. április 19. | 2007. január 15. | 2017. január 1. |
|                                                | 20 tolár  | 24                  | 2,00                | 6,85                | 75% Cu 25% Ni       | hullámos recék          | REPUBLIKA SLOVENIJA, értékjelzés, verési évszám | CICONIA CICONIA, fehér gólya, értékjelzés       | 2003.      | 2003. július 7.   | 2007. január 15. | 2017. január 1. |
|                                                | 50 tolár  | 26                  | 2,00                | 8,00                | 75% Cu 25% Ni       | felváltva sima és recés | REPUBLIKA SLOVENIJA, értékjelzés, verési évszám | TAURUS TAURUS, bika, értékjelzés                | 2003.      | 2003. július 7.   | 2007. január 15. | 2017. január 1. |
| A képeken 2,5 pixel felel meg 1 milliméternek. |           |                     |                     |                     |                     |                         |                                                 |                                                 |            |                   |                  |                 |

## Bankjegyek
Jugoszláviától 1991 júniusában, a szerbek uralta jugoszláv néphadsereggel vívott rövid háború után tudott elszakadni Szlovénia, a szövetségi állam leggazdagabb és legfejlettebb állama. Az ország valutája ekkor az 1990-es denomináció után bevezetett jugoszláv dinár volt, amit a belgrádi székhelyű Jugoszláv Nemzeti (vagy Népi) Bank bocsátott ki. Ez erős gazdasági függést jelentett, amitől az ország mihamarabb szabadulni akart. A központi bank felállításáig fizetési jegynek (szlovénül vrednostni bon) nevezett államjegyek forogtak, melyek egyszerű megjelenésű ideiglenes pénzjegyek voltak, és a tolár bevezetésekor visszavonták őket, de még az euró bevezetése után is be lehet váltani a Szlovén Bankban.
Az új szlovén pénzről szóló döntések megjelentek a kilenc bankjegyen (a 10 000, 5000, 1000, 500, 200, 100, 50, 20 és 10 tolároson). A Szlovén Bank és a Szlovén Művészeti és Tudományos Akadémia választotta ki azon személyeket, akik a szlovén identitás és történelem szempontjából fontosak, így érdemesek arra, hogy bankjegyeken szerepelhettek. A pénz külső megjelenésének megtervezését Miljenko Liculra bízták.
Licul alapötlete az volt, hogy a pénz a munka eredményességének kimutatása, az újonnan készített földi javak honorálása. Ez az, amiért a kiválasztott személyiségek kifejeznek egy örök érvényű tartalmat, a jelen vonatkozásban kapcsolatot a kreativitás és annak jutalma között. Mindegyik arckép hárompólusú: a személy, aki fontos újítást mutat be egy bizonyos területen; a szakterületet, ahol az illető dolgozott néhány segédeszközzel illusztrálva, és a személy és a segédeszköz kapcsolatának eredményét. Ez a személy-eszköz-eredmény háromszög a szlovén tolár külső megjelenésének alapötlete.
Ezen túl található a toláron egy intézmény, amihez a kiválasztott személy többé-kevésbé kapcsolódik. Az intézményt általában az építészeti jellemvonások segítségével ábrázolják, amiket a művész összetett külső és belső ihlet által talált. A bankjegyeken található portrék árnyalakban folytatódnak. Az arc tagoltságát a körvonalban fejezi ki, és a portré térbeli szemszöge finoman folytatódik a bankjegy felületén továbbá a háromszög motívumain.
A tolár bankjegyeknél használt nyomdászati megoldás bizonyos tekintetben tisztelet a klasszicizmusnak – serif betűtípus –, de mégsem nyúl vissza a történelmi klasszicizmushoz. Azonos nyomdai eljárást használtak már korábban a Miljenko Licul által tervezett szlovén útlevélen. A bankjegyeken található számértékek, összefüggésben a kép levegő-föld szemszögével, ki vannak terjesztve három dimenzióra.
A két alapgondolat megjelenését – a személy-eszköz-eredmény háromszög a mulandóság bevonásával, a portré folytatása árnyképpé – feljavítják a színek. Az ötlet, hogy gyönyörű és vidám bankjegye legyen Szlovéniának a millenniumra a holland forinttól származik. A színben gazdag és élettel teli történetet, amit a bankjegyek elmesélnek, kiegészítik a Radečében készített papír tapintható tulajdonságai. Ezen kívül a papír kellemes ropogása nagyon tartós.
| Címlet     | Ábrázolt alak                                                               | Forgalomban              | Méret       | Kép és adatok |
| ---------- | --------------------------------------------------------------------------- | ------------------------ | ----------- | ------------- |
| 10 SIT     | az első szlovén könyv szerzője, a protestáns Primož Trubar (1508–1586)      | 1992. november 27-étől   | 120 × 60 mm | BSI.si        |
| 20 SIT     | a történész és geográfus Janez Vajkard Valvasor (1641–1693)                 | 1992. december 28-ától   | 126 × 63 mm | BSI.si        |
| 50 SIT     | a matematikus Jurij Vega (1754–1802)                                        | 1993. március 19-étől    | 132 × 66 mm | BSI.si        |
| 100 SIT    | a XX. sz.-i impresszionista festő Rihard Jakopič (1869–1943)                | 1991. szeptember 30-ától | 138 × 69 mm |               |
| 200 SIT    | a Prágában tevékenykedett reneszánsz zeneszerző Jacobus Gallus (1550–1591)  | 1993. február 22-étől    | 144 × 72 mm | BSI.si        |
| 500 SIT    | a leghíresebb szlovén építész Jože Plečnik (1872–1955)                      | 1991. szeptember 30-ától | 150 × 75 mm | BSI.si        |
| 1000 SIT   | a legnagyobb szlovén romantikus költő és hazafi France Prešeren (1800–1849) | 1991. szeptember 30-ától | 156 × 78 mm | BSI.si        |
| 5000 SIT   | a realista festő Ivana Kobilca (1861–1926)                                  | 1993. december 13-ától   | 156 × 78 mm | BSI.si        |
| 10 000 SIT | Ivan Cankar (1876–1918), író                                                | 1995. március 15-étől    | 156 × 78 mm | BSI.si        |